# 斯波爾丁 (加利福尼亞州)
斯波爾丁（英語：Spaulding）是位於美國加利福尼亞州拉森縣的一個人口普查指定地區。

## 地理
斯波爾丁的座標為40°39′20″N 120°47′11″W / 40.65556°N 120.78639°W，而該地最高點為海拔高度1566米（即5138英尺）。

## 人口
根據2010年美國人口普查的數據，斯波爾丁的面積為8.60平方千米，當中陸地面積為8.60平方千米，而水域面積為0.00平方千米。當地共有人口178人，而人口密度為每平方千米20人。